# NGC 30
NGC 30は、ペガスス座の方角にある二重星である。

## 発見
1864年10月30日にドイツの天文学者アルベルト・マルトによって記録された。